# Hong Kong Ice Hockey League
Die Hong Kong Ice Hockey League ist die nationale Eishockeyliga in Hongkong. 

## Geschichte
Seit den 1990er Jahren besteht eine Eishockeyliga in Hongkong. Die Hong Kong Ice Hockey League ist in mehrere Divisions aufgeteilt, wobei der Gewinner von Division 1 den Meistertitel erhält.

## Meister
- 2011: Penguins[1]
- 2010: HKGFM[2]
- 2009: Returning Hope[3]
- 2007: Sam Wai[4]
- 2005: Hong Kong 3[5]
- 2001: Distacom Devils
- 2000: Nike Jets
- 1999: Bud Gold
- 1998: Dharmala Jets
- 1997: Dharmala Jets